# Crazy 2k Tour
Il Crazy 2k Tour, conosciuto anche come (You Drive Me) Crazy Tour, è il primo mini-tour di Britney Spears, creato per promuovere i suoi primi due album ...Baby One More Time e Oops!... I Did It Again.
Questo tour, sponsorizzato da Got Milk e Polaroid, tocca solo gli Stati Uniti ovvero il Nord America.

## Setlist
0. Intro - The School Appeal 
1. "(You Drive Me) Crazy"
2. "Born to Make You Happy"
3. "I Will Be There"
4. "Don't Let Me Be the Last to Know"
5. "Oops!... I Did It Again"
6. The Ultimate Heartbreaker (Interlude)
7. "From the Bottom of My Broken Heart"
8. "The Beat Goes On"  (Cover di Sonny & Cher)
9. "Sometimes"
10. Once Upon A Time In A School.. (Interlude)
11. "...Baby One More Time"

## Date del Tour
| Data           | Città         | Paese       | Arena                         | Biglietti venduti |
| -------------- | ------------- | ----------- | ----------------------------- | ----------------- |
| Nord America   |               |             |                               |                   |
| 8 marzo 2000   | Pensacola     | Stati Uniti | Pensacola Civic Center        | 12.000 / 12.000   |
| 9 marzo 2000   | Birmingham    | Stati Uniti | Birmingham-Jefferson Coliseum | 48.000 / 50.000   |
| 10 marzo 2000  | Little Rock   | Stati Uniti | Alltel Arena                  | 20.000/ 20.000    |
| 12 marzo 2000  | Memphis       | Stati Uniti | Pyramid Arena                 | 16.906 / 16.906   |
| 13 marzo 2000  | Louisville    | Stati Uniti | Freedom Hall                  | 3,000 / 3,000     |
| 14 marzo 2000  | Auburn Hills  | Stati Uniti | The Palace of Auburn Hills    | 22.076 / 22.076   |
| 15 marzo 2000  | Cincinnati    | Stati Uniti | Firstar Center                | 50.000 / 50.000   |
| 19 marzo 2000  | Gran Rapids   | Stati Uniti | Van Andel Arena               | 10.000 / 10.078   |
| 20 marzo 2000  | Moline        | Stati Uniti | The MARK of the Quad Cities   | 15.000 / 15.000   |
| 21 marzo 2000  | Madison       | Stati Uniti | Kohl Center                   | 15.000 / 27.000   |
| 22 marzo 2000  | Chicago       | Stati Uniti | Allstate Arena                | 35.000/ 35.000    |
| 23 marzo 2000  | Chicago       | Stati Uniti | Allstate Arena                | 35.000/ 35.000    |
| 25 marzo 2000  | Worcester     | Stati Uniti | Worcester's Centrum Centre    | 14.800 / 14.800   |
| 26 marzo 2000  | Baltimora     | Stati Uniti | Baltimore Arena               | 14.000 / 14.000   |
| 27 marzo 2000  | Albany        | Stati Uniti | Pepsi Arena                   | 17.000 / 18.500   |
| 29 marzo 2000  | Greensboro    | Stati Uniti | Greensboro Coliseum           | 13.000 / 13.000   |
| 31 marzo 2000  | Tampa         | Stati Uniti | Ice Palace                    | 21.500 / 21.500   |
| 1º aprile 2000 | Miami         | Stati Uniti | American Airlines Arena       | 19.800 / 20.000   |
| 2 aprile 2000  | Daytona Beach | Stati Uniti | Ocean Center                  | 6.000 / 10.000    |
| 4 aprile 2000  | New Orleans   | Stati Uniti | New Orleans Arena             | 20.000 / 20.000   |
| 6 aprile 2000  | Greenville    | Stati Uniti | BI-LO Center                  | 30.000 / 30.000   |
| 7 aprile 2000  | Roanoke       | Stati Uniti | Roanoke Civic Center          | 12.000 / 12.000   |
| 8 aprile 2000  | Charleston    | Stati Uniti | Charleston Civic Center       | 15.000 / 16.000   |
| 20 aprile 2000 | Honolulu      | Stati Uniti | Hilton Hawaiian Village       | 8.000 / 8.000     |
| Totale         |               |             |                               | N.D.              |

### Box Office
| Arena         | Città   | Biglietti Venduti/ Biglietti Disponibili | Incasso  |
| ------------- | ------- | ---------------------------------------- | -------- |
| Pyramid Arena | Memphis | 16.906/ 16.906 (100%)                    | $578.845 |

## The Showcase 2000 Promotional Tour
Al Crazy 2k Tour è seguito, a un mese di distanza dal termine dello stesso, un mini tour promozionale chiamato The Showcase 2000 Promotional Tour. La cantante si è esibita a Parigi ed a Tokyo con una selezione di cinque canzoni già presentate al Crazy 2k Tour, facendo dello The Showcase 2000 Promotional Tour, una versione ridotta del primo.

### Tracce
1. (You Drive Me) Crazy
2. Born to Make You Happy
3. Oops!... I Did It Again
4. Don't Let Me Be the Last to Know
5. ...Baby One More Time

### Date
| Data           | Città  | Nazione  | Stadio/Arena        |
| -------------- | ------ | -------- | ------------------- |
| 5 maggio 2000  | Parigi | Francia  | Theatre de L'empire |
| 15 giugno 2000 | Tokyo  | Giappone | Tokyo Dome          |